# Malvan
Der Malvan ist ein kleiner Fluss in Frankreich, der im Département Alpes-Maritimes in der Region Provence-Alpes-Côte d’Azur verläuft. Er entspringt im Regionalen Naturpark Préalpes d’Azur, im nordwestlichen Gemeindegebiet von Vence, entwässert generell Richtung Südost und mündet nach rund 17 Kilometern im Stadtgebiet von Cagnes-sur-Mer als rechter Nebenfluss in die Cagne. In seinem Unterlauf durchquert er das Stadtgebiet teilweise im Untergrund.

## Orte am Fluss
(Reihenfolge in Fließrichtung)
- Le Malvan, Gemeinde Vence
- Vence
- Saint-Paul-de-Vence
- Cagnes-sur-Mer